# Gian Pietro Porro
Le comte Gian Pietro Porro, né le 20 novembre 1844 à Côme et mort assassiné le 9 avril 1886 à Gildessa en Éthiopie, est un explorateur italien.

## Biographie
Il est assassiné le 9 avril 1886 à Gildessa lors de son expédition de Zeila à Harar.